# Mesonchium punctatum
Mesonchium punctatum är en rundmaskart som beskrevs av Timm 1961. Mesonchium punctatum ingår i släktet Mesonchium och familjen Comesomatidae. Inga underarter finns listade i Catalogue of Life.